# Río Cuautitlán
El río Cuautitlán es un río ubicado en el municipio de Cuautitlán Izcalli, Estado de México. Nace en la presa Iturbide bajando por los municipios de Jilotzingo y Villa Nicolás Romero, hasta llegar a la presa de Guadalupe perteneciendo en su mayoría a Cuautitlán Izcalli, y en una pequeña parte a Nicolás Romero. El río sigue su cauce por Cuautitlán Izcalli, hasta intersecarse con el río Hondo casi llegando a lo que es la Autopista México-Querétaro. Continúa atravesando el municipio de Teoloyucan donde tiene otra intersección con el emisor poniente, uno de los principales contaminadores del río. Más adelante uno de sus ramales se conecta con el lago de Zumpango, siendo el río Cuautitlán uno de los principales abastecedores de agua a la laguna.
Es una de los principales fuentes de riego de campos de cultivo en los diferentes municipios por los que atraviesa, por lo cual es un problema grave, ya que son alimentos que consume la gente de dichos municipios.
Su margen es utilizado como corredor ecológico, donde cientos de personas se ejercitan los fines de semana. Los pobladores contribuyen a su cuidado y conservación.

## Localización
La región administrativa número XIII, Aguas del Valle de México, tiene una superficie total de 16 426 kilómetros cuadrados, está formada por los territorios del Distrito Federal, gran parte del Estado de México, el Estado de Hidalgo y el de Tlaxcala. Esta región presenta la mayor ocupación poblacional, y es la menor en extensión territorial. Para mejorar la administración de la zona esta región se divide en dos subregiones: la del Valle de México conformada por 69 municipios y 16 delegaciones; y la subregión Tula por 31 municipios.
Por otro lado, si se localiza por región hidrológica de aguas superficiales, la correspondiente a la corriente de agua, Río Cuautitlán, corresponde a la número veintiséis “Alto Pánuco” .La trayectoria hacia el Golfo de México se traza por el noreste, pasando por el Río Tula, posteriormente por el Río Moctezuma y finalmente por el Río Pánuco.

## Geología
Por su localización en el Sistema Volcánico Transversal, el municipio pertenece a la era Cenozoica de los periodos Terciario (T) y Cuaternario (Q). El material geológico está formado casi en su mayoría por suelos tipo aluvial que abarcan 5 619, 92 hectáreas, lo que corresponde al 51,12% de la superficie del municipio y una porción de suelos residuales que ocupan el 66,19 hectáreas con un 0,60%, también se cuenta con la presencia de rocas sedimentaria correspondiente a un 38,35% y rocas ígneas extrusivas con un 9,86%.

## Infraestructura
Debido a que este Río se encuentra en una ciudad en desarrollo, se ha visto envuelto en obras de infraestructura. Cuenta con puentes vehiculares, pozos de extracción de agua, puentes peatonales, muros gavión; los cuales se encuentran en sus bordos y márgenes. 
- Puentes vehiculares.- Estos han sido necesarios para el transporte vehicular diario, debido a que se encuentra con salidas a la Autopista México-Querétaro, su movilidad vehicular es de oeste a este. Se tiene la construcción de un total de 11 cruces vehiculares contando con obras complementarias.

- Pasos Peatonales.- Para evitar cualquier accidente que incluya al peatón, se han construido estas obras para poder cruzar el Río.

- Puentes Peatonales.- Estas obras sobre el Río Cuautitlán están localizadas principalmente en la zona norte. Se cuenta con dos puentes transversales y dos paralelos con base en la corriente de agua.

- Tuberías.- Estas obras son implementadas por la demanda de servicios en el municipio. Las tuberías van desde el centro urbano hacia la zona habitacional, cruzando por el Río.

- Muros de gavión.- Esta infraestructura está empleada para el reforzamiento de los márgenes del Río.

- Pozos de extracción.- Estas obras aportan al sistema de agua potable. En total se tienen diez pozos de extracción; los cuales son abastecidos por el acuífero Cuautitlán-Pachuca, y los cuales son controlados por el Organismo Descentralizado Operador del Agua OPERAGUA.

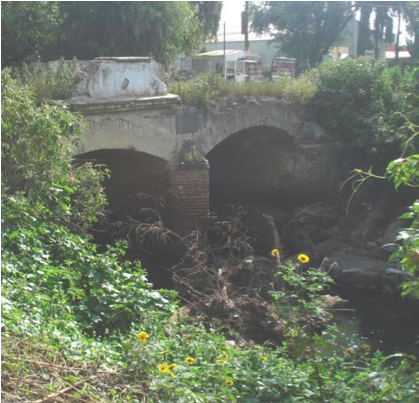
Puente de la Avenida San Antonio, en 2013.
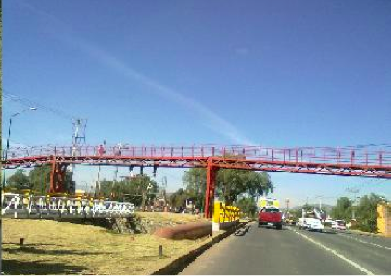
Puente Peatonal, en 2013.
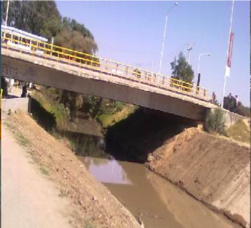
Puente vehicular, en 2013.
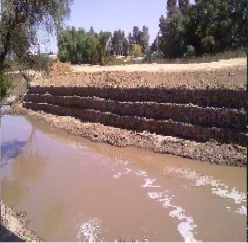
Muro de Gavión, en 2013.
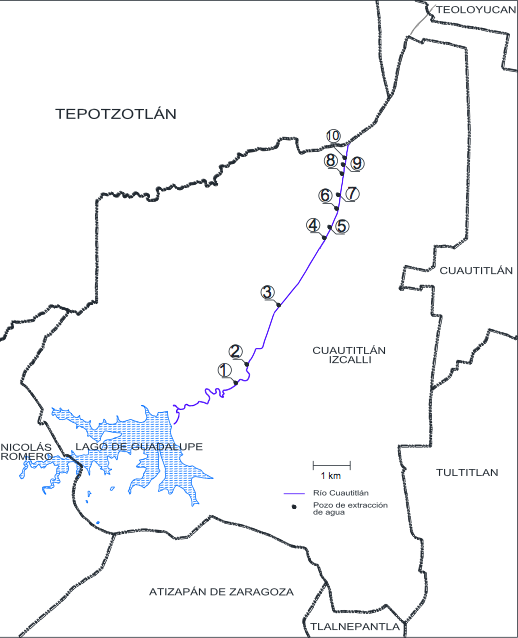
Mapa con los pozos de extracción de agua.

## Flora y fauna
El bosque que crece a lo largo del Río Cuautitlán se conforma de un pequeño ecosistema. 
- De acuerdo a su Flora, el bosque alberga una gran cantidad y clasificación de plantas. Principalmente se encuentran especies como: fresno, aile, sauce blanco, capulin, pirul, tejolote, tabaquillo, higuerilla y tepozán. Se tiene una gran presencia de gramíneas y matorrales en el estrato herbáceo, mientras que en la corteza de los árboles existen musgo y murciélagos.
- La variedad de aves es mucha, que existen ciertas clasificaciones según un estudio consultado; entre ellas están: aves acuáticas, aves aéreas, aves de bosque caducifolio y aves provenientes de otros ambientes.[1]

## Problemática ambiental
El municipio cuenta con el Río Cuautitlán, el cual sufre de un grave problema ecológico al sufrir de una severa contaminación por las descargas que recibe a lo largo de su curso. Además existen arroyos intermitentes llamados Diamante, Córdoba, Chiquito, Cacerías y el Molino. Estos eran usados para la agricultura y también están gravemente contaminados al recibir aguas residuales domésticas.
El estado de México cuenta con grandes cuencas que proporcionan agua a casi todo el territorio estatal.Pero también hay zonas como el Valle de Cuautitlán-Texcoco que carecen de este líquido vital. Para llevar agua a ésta y otras partes, el gobierno ordena la perforación de pozos profundos y construye grandes sistemas hidráulicos, como el Cutzamala en la cuenca del río Balsas.
Alrededor del río encontramos mucha basura, que ha sido depositada por las personas que viven relativamente cerca del río. En pocas palabras es uno de los principales focos de contaminación de Cuautitlán Izcalli. El Río Cuautitlán se utiliza para verter aguas residuales del Emisor Poniente y del Canal San José; cabe mencionar que los canales de distribución de agua para riego también son utilizados por la población como receptores de agua residual. Existen pocos colectores fluviales, así que la red trabaja de manera combinada.

### Contaminación

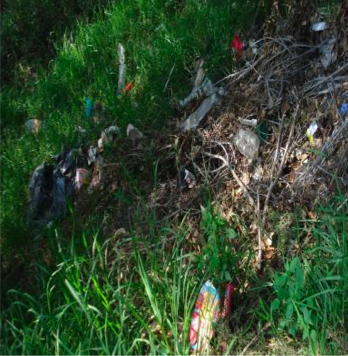
Tiradero de residuos sólidos humanos, fotografiados en 2013.

El desarrollo de cualquier comunidad está basado principalmente en su disposición hídrica. Cuando se habla de contaminación en el agua es muy importante saber que un contaminante es aquella sustancia ajena al medio natural, la cual altera o degrada la forma original, ya sea física, química o biológicamente. Las consecuencias de la contaminación del agua se resumen en la pérdida de vida acuática, el rompimiento de las cadenas alimenticias, la aparición de enfermedades y la contaminación del subsuelo. 
- Calidad del Agua en el Río Cuautitlán.- Se tienen observaciones que concluyen la existencia de alteraciones en el agua debido a descargas de agua residual, desniveles topográficos, compuertas de distribución de agua y tiraderos de residuos sólidos.

- Descargas.- A lo largo del Río se tienen nueve descargas en total, de las cuales cinco son de agua residual y cuatro de agua pluvial.

### Sociedad
- Asentamientos humanos irregulares en los márgenes del Río Cuautitlán.- Son 1955 metros cuadrados la superficie total utilizada por viviendas, el peligro para la comunidad se halla en ubicarse próximos a una corriente de agua, y lo que en un futuro un desbordamiento implica.

La inconsciencia de la sociedad ha llevada hasta la tala de árboles en los bosque próximos al Río Cuautitlán, debido a que utilizan la madera para el calentamiento de sus alimentos. Sin embargo esta actividad ha llevado a la erosión de los márgenes del Río ocasionando desbordamientos en este y afectando a las comunidades cercanas. Lo que principalmente ocasiona que las familias se sitúen en los márgenes próximos al Río es su escasa economía. Para poder adquirir un inmueble de manera legal y bien localizado.

### Desbordamiento
El titular de la Comisión Nacional del Agua, José Luis Luege, anunció un cambio de estrategia en los trabajos de emergencia en el municipio de Cuautitlán Izcalli, donde 1,200 viviendas fueron afectadas por el desbordamiento del Río Cuautitlán. Detalló que ya no se construirá un canal de desvío del río al Emisor Poniente, como se anunció en un inicio, en lugar de ello helicópteros de la Secretaría de la Marina levantarán un muro de concreto para tapar la ruptura del bordo.
La causa de las inundaciones en el Valle de México es el exceso de agua en el sistema de drenaje y no el estado de la infraestructura, explicó el urbanista y académico de la Universidad Autónoma Metropolitana, Jorge Legorreta.
Reparar el muro del Río Cuautitlán no prevendrá desastres, pues se debe reducir la cantidad de líquido que transportan las tuberías.
Aceptó que la construcción del Túnel Emisor Oriente amortiguará estos problemas, pero no será la solución.
La sobrecarga del sistema, abundó, genera un nudo donde el Río Cuautitlán recorre Periférico y por ello cedió la pared. Insistió en la necesidad de impedir que el agua pluvial llegue al drenaje. El alcalde de Cuautitlán-México, Rafael Dorantes Paz, informó que fueron reforzados los bordos del río Cuautitlán, por lo que actualmente este cuerpo de agua no presenta riesgos para la ciudadanía.

## Proyectos

### Proyecto RiCua

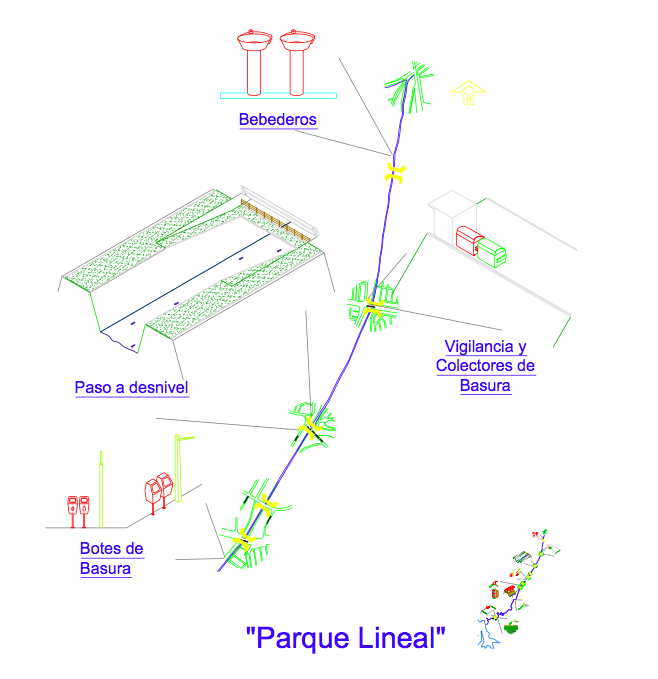
Proyecto lineal (a)

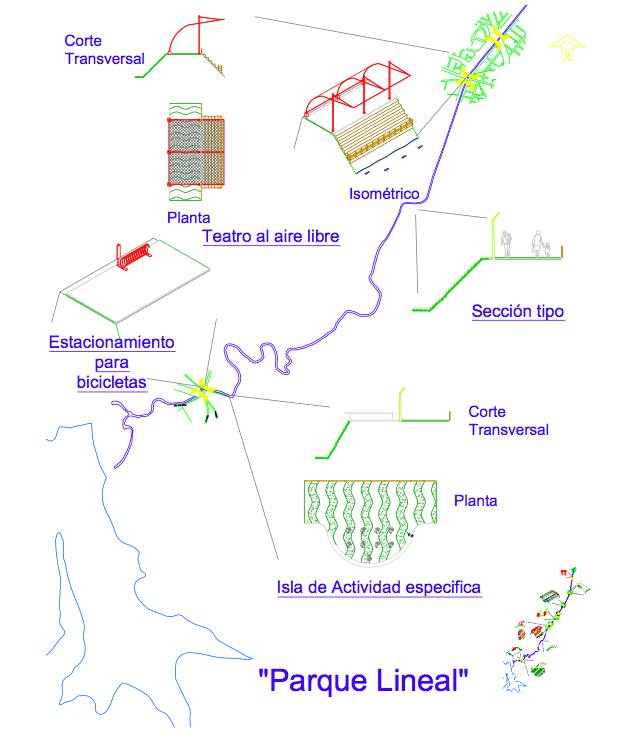
Proyecto lineal (b)

RiCua es un proyecto con el objetivo de implementar un parque lineal cerca de los bordos del Río Cuautitlán. Creando conciencia en toda la población cercana al río.
Abarca:
- Parque lineal alrededor del río Cuautitlán.
- Zonas de venta en puntos específicos del parque.
- Plantas de tratamiento en diferentes puntos del río para lograr que el agua del río sea la adecuada, en el caso de que existan en cultivos.
- Recorrido turísticos por las zonas de mayor interés del río.
- Fábricas de pulseras, cuadernos, artesanías, etc.
- Centros de capacitación para todas las personas interesadas en involucrarse en cuestiones ecológicas, y de reciclaje.
- Vigilancia las 24 horas, por medio de cámaras y policías capacitados.

#### Proyecto Parque Lineal
El proyecto corresponde a implementar vegetación originaria de la zona, rescatando la flora y fauna de los alrededores. En arquitectura se va a buscar que todo lo que corresponde al proyecto pueda convertirse en un ícono para el municipio de Cuautitlán Izcalli; utilizando maneras amigables en el uso de la decoración para crear un interés en las personas por regresar. Se propone construir una pista de correr, por todas aquellas personas que salen a correr en la mañana por los márgenes del río y a la vez para evitar cualquier accidente que incluya al cuidado.

#### Proyecto Fábricas
Estas fábricas tienen la misión de crear un interés en el público por aprender los procedimientos de reciclaje, con sus propias ventajas y beneficios que en un futuro se puedan tener. Las fábricas están pensadas para ser la principal base económica y poder sustentar el parque lineal, no solamente estará abierta para los trabajadores, también para todo aquel que deseé aprender y tomar conciencia del daño que se le está haciendo al río. Así mismo el parque actuará de manera viceversa, los locales comerciales que se encuentren en este, venderán productos elaborados por estas fábricas; contemplando rentas y costos accesibles para todo público. 

#### Proyecto Recorridos Turísticos
Están pensados por los puntos más interesantes del río, como lo que es el acueducto de Tepojaco, los pueblos que están aledaños al río, contando parte de la historia de lo que ha pasado por Cuautitlán Izcalli.

#### Proyecto Campañas
Las campañas sociales están pensadas en invitar a la gente a hacer brigadas de limpieza del Río Cuautitlán, haciendo de cada uno de los aspectos un proyecto autosustentable, donde como ya mencionamos la fábrica está designada para el mantenimiento del parque y las campañas de limpieza para que los usuarios se sientan identificados con el proyecto.

## Usos
- Es uno de los principales fuentes de riego de campos de cultivo en los diferentes municipios por los que atraviesa, por lo cual es un problema grave, ya que son alimentos que consume la gente de dichos municipios.
- Se utiliza para verter aguas residuales del emisor Poniente y del Canal San José. Los canales de distribución de agua para riego también son utilizados por la población como receptores de agua residual.